# Padisjah van de vogels
De Padisjah van de vogels komt voor in het Turkse sprookje Dünya Güzeli, vertaald en uitgegeven onder de naam 'Het Sprekende Paard'. Een prins zoekt een medicijn voor zijn vader, vindt de veer van de Padisjah van de vogels, lokt hem in de val en brengt de vogel naar een sultan. Die wenst vervolgens een ivoren paleis te bouwen om de Padisjah van de vogels er in een kooi te bewaren. Uiteindelijk overwint de prins de sultan, huwt het Mooiste Meisje van de Wereld en geneest zijn vader.

## Verhaal in het kort
Als een padisjah blind is geworden, gaan zijn drie zonen op zoek naar een medicijn. De twee oudste zonen komen onverrichter zake thuis, want alleen de aarde van een plek waar het paard van de padisjah nooit een stap heeft gezet kan zijn ogen genezen. De jongste gaat met een sprekend paard op weg.
'De derde nacht joeg hij over een vlakte, toen zijn oog opeens getrokken werd door een piepklein glimmertje. Je zou haast denken, dat er in de nacht een stukje van de zon op de grond was gevallen. (...) Tot zijn verbazing zag hij dat het een fonkelend schitterend vogelveertje was.'
Die nacht slaapt de prins in een herberg, maar de padisjah van dat land heeft bevolen dat het 's nachts donker moet zijn. Het veertje geeft echter zoveel licht, dat de prins bij de padisjah moet komen en hij geeft de padisjah het veertje. Korte tijd later wil de padisjah ook de vogel van het veertje.
'Als je voor mij de vogel van dat veertje vindt, dan heb je geluk, maar anders kost het je je kop.'
Het paard legt een plan voor. Een muilezel moet op de Kafberg worden geslacht en als de Padisjah van de vogels in het vlees begint te pikken, moet de prins de vogel snel grijpen. De prins verstopt zich.
'(...) en wat zag hij daar: het was alsof er een stralend licht van de hemel naar de aarde afdaalde.' De prins neemt de Padisjah van de vogels gevangen en brengt het dier naar de sultan.
'Nu baadde het hele paleis in een schitterend licht.'
Vervolgens wil de padisjah een paleis van ivoor om de Padisjah van de vogels er in een met diamanten bezette, gouden kooi te bewaren. En na die opdracht moet de prins ook nog het Mooiste Meisje van de Wereld bij hem brengen. De prins verzamelt de aarde onder haar borduurraam van de enige plek op aarde, die het paard van zijn vader nooit heeft betreden. Als ze bij de sultan is wil ze niets van hem weten.
'Op een eiland over de Zeven Zeeën, daar zijn mijn merries. die moet je hier laten brengen. Als je met hun melk gewassen wordt, dan word je weer jong. Dan mag je wel bij me komen liggen.'
Uiteindelijk lukt het de prins de merries naar het Mooiste Meisje van de Wereld te brengen en hij melkt ze, het melk van de witte merrie in een gouden emmer en dat van de kastanjebruine merrie in een zilveren emmer. Dan wast ze de sultan met melk uit de zilveren emmer.
Door het wassen viel al het vlees van de padisjah van zijn botten.'
Dan wast ze de prins met melk uit de gouden emmer.
'De prins verkreeg daardoor een onvergankelijke, eeuwige jeugd, precies zoals het Mooiste Meisje van de Wereld die had.'
Ze trouwen en leven gelukkig tot de prins bedenkt dat hij naar huis moet om met de aarde, die hij altijd bewaard had, naar zijn vader terug te gaan. De padisjah wordt gauw van zijn blindheid genezen en iedereen viert feest.